# Schwayermühle
Die Schwayermühle (früher Maxendorfer Mühle oder Kattermühle) ist eine links des Poybachs gelegene Mühle in der Gemeinde Poysdorf in Niederösterreich.
Im Norden der Katastralgemeinde Ketzelsdorf befand sich früher der Ort Maxendorf (auch Mechsendorf oder Maxdorf), von dem heute nurmehr der Riedname geblieben ist. Die Schwayermühle wurde in einem Brief des Stifts Klosterneuburg aus dem Jahr 1368 als zum Stift gehörende Mul zw Massindorf bezeichnet und stand im 16. Jahrhundert im Besitz der Herrschaft Wilfersdorf. Damals lag sie im Ketzelsdorfer Burgfrieden, gehörte zur Pfarre in  Walterskirchen und entrichtete die Abgaben nach Poysdorf, was zu Streitigkeiten führte. Nach den Grafen Hoyos betrieb ab 1707 die Familie Rötzl die Mühle, zu der auch eine Weinkellerei mit Presshaus gehörte, bis im Jahr 1846 der aus Prinzendorf/Niederabsdorf stammende Karl Schwayer das Anwesen erwarb. 1863 installierte er eine Dampfmaschine, die hohen Kosten für die Kohle zwangen ihn aber wieder zum Wasserantrieb. Mit der Regulierung des Poysbaches wurde das Wasserrecht eingelöst und die Mühle 1933 stillgelegt. Die Ausstattung ist nicht mehr vorhanden, markant ist jedoch der erhaltene Schornstein der Dampfmaschine. 